# Data gwiezdna
Data gwiezdna – fikcyjna jednostka pomiaru czasu, funkcjonująca w uniwersum Star Trek. Z uwagi na zmiany w formacie i znaczeniu poszczególnych części daty gwiezdnej w serialach i filmach z serii nie jest możliwe dokładne ustalenie daty wydarzeń w świecie ST w oparciu o jeden wspólny wzór dla wszystkich części cyklu.

## Format i znaczenie
Pojęcie daty gwiezdnej wprowadzono po raz pierwszy w serialu Star Trek: Seria oryginalna (w skrócie TOS) w 1966. Zadaniem przeznaczonym dla tej jednostki czasu było uniemożliwienie widzom TOS ustalenia precyzyjnej daty czasu, w którym rozgrywa się akcja serialu. Dopiero niemal trzydzieści lat po premierze TOS, w oficjalnej linii czasu obowiązującej w uniwersum ST ujawniono, że akcja pierwszego serialu toczy się w latach 2265-2269 według kalendarza gregoriańskiego. Początkowym formatem daty gwiezdnej były cztery cyfry główne i jedna po przecinku (np. 1234,5).
Według Star Trek Guide (Przewodnik Star Trek) z 1967 – pozycji zawierającej m.in. wskazówki dla scenarzystów – powinno się wybrać pewien punkt początkowy i trzymać się go według ustalonego przez siebie schematu. Jeśli więc przykładowo data gwiezdna 1313,5 oznacza południe jednego dnia, to data gwiezdna 1314,5 powinna oznaczać południe kolejnego dnia, a cyfra po przecinku stanowić wtedy powinna ok. 1/10 doby. Jednocześnie w książce zaznaczono, że mimo iż jest to de facto wzór matematyczny, to zmienia się on w zależności od miejsca w galaktyce, prędkości podróży oraz innych czynników. Z tego powodu, może się zatem znacznie różnić w dwóch następujących po sobie odcinkach.
Znaczenie daty gwiezdnej zostało zmienione wraz z rozpoczęciem produkcji serialu Star Trek: Następne pokolenie w 1987 i obowiązywało do 2009. Źródłem zmian stała się nowy przewodnik – Star Trek: The Next Generation Writer's/Director's Guide (Star Trek: Następne pokolenie. Przewodnik dla scenarzystów/reżyserów). Datę gwiezdną rozszerzono z czterech do pięciu cyfr przed przecinkiem (tj. np. 12345,6). Jednak w odróżnieniu do pierwotnego formatu, zmianie uległo też znaczenie samych cyfr. Pierwszą cyfrą była zawsze 4, która oznaczała XXIV wiek; następująca po niej cyfra 1-9 stanowiła oznaczenie każdego kolejnego sezonu serialu (np. 1 dla pierwszego sezonu, 2 dla drugiego itd.). Kolejne trzy cyfry miały rosnąć nierównomiernie w przedziale od 000 do 999 (znaczenie tych cyfr nie jest jasne, gdyż przyjęto np. że data 46379,1 oznacza w kalendarzu gregoriańskim rok 2369, natomiast 48315,6 rok 2371 – wzrost lat był więc związany nie tyle z cyframi trzecią, czwartą i piątą, co z „licznikiem sezonów”, czyli drugą cyfrą w dacie gwiezdnej). Ostatnia, czyli cyfra po przecinku, miała z kolei oznaczać licznik dni.
W serialu Star Trek: Stacja kosmiczna pierwszą datą gwiezdną według powyższego schematu była data 46379,1. Ponieważ zachowano ciągłość cyfr odpowiadających kolejnym sezonom ST: Następne pokolenie, w DS9 doszło do paradoksu, gdyż trzeci sezon musiał przyjąć początek daty gwiezdnej „50” w roku 2373, a więc nadal w XXIV wieku (co powinno jednak oznaczać wiek XXV, sezon 0). Z tego powodu w filmie Star Trek: Nemesis zmieniono datę gwiezdną na 56844,9, która nadal jednak oznaczała wiek XXIV.
Wraz z powstaniem nowego filmu z uniwersum Star Trek (Star Trek (film 2009)) w 2009, zmianie uległ po raz kolejny format i znaczenie daty gwiezdnej. Format skrócono do czterech głównych cyfr, a po przecinku ustalono zapis dwu- lub trzycyfrowy w zakresie 1-365 (w latach przestępnych 1-366). Pierwsze cztery cyfry odnoszą się obecnie do aktualnego roku w uniwersum, a cyfry po przecinku oznaczają kolejne dni w roku (np. data gwiezdna 2233,04 to 4 stycznia 2233 roku). W konsekwencji data gwiezdna 2259,55 w filmie W ciemność. Star Trek to 24 lutego 2259 roku.
Z obowiązującego schematu wyłamali się twórcy gry MMORPG Star Trek Online. Akcja toczy się w roku 2409, ale oznaczenie początkowej daty gwiezdnej to 86088.58.